# Rennrodel-Weltcup 2025/26
Der Rennrodel-Weltcup 2025/26 ist die 49. Auflage des Rennrodel-Weltcups seit der ersten Austragung 1977/78. Er soll in neun Weltcuprennen zwischen Anfang Dezember 2025 und Anfang März 2026 ausgetragen werden.

## Titelverteidiger
In der Saison 2024/25 gingen Julia Taubitz im Einsitzer der Frauen und Max Langenhan im Einsitzer der Männer als Gesamtweltcupsieger hervor. Im Doppelsitzer der Frauen siegten Selina Egle und Lara Kipp, im Doppelsitzer der Männer gewannen Tobias Wendl und Tobias Arlt den Gesamtweltcup. Aus dem Teamstaffelweltcup ging Österreich als Sieger hervor, den Mixed-Weltcup der Einsitzer und Doppelsitzer gewann jeweils Deutschland I.

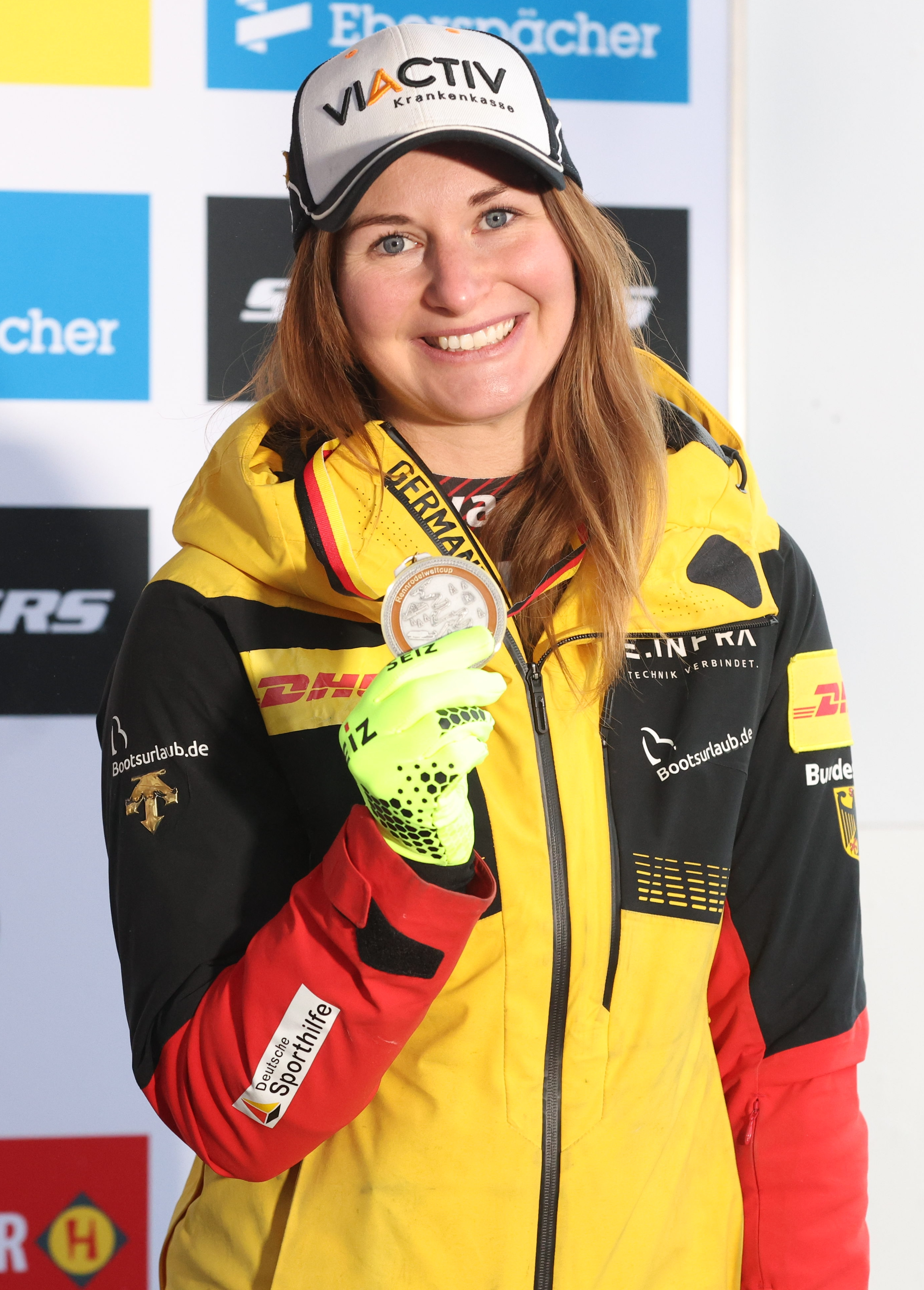
Taubitz
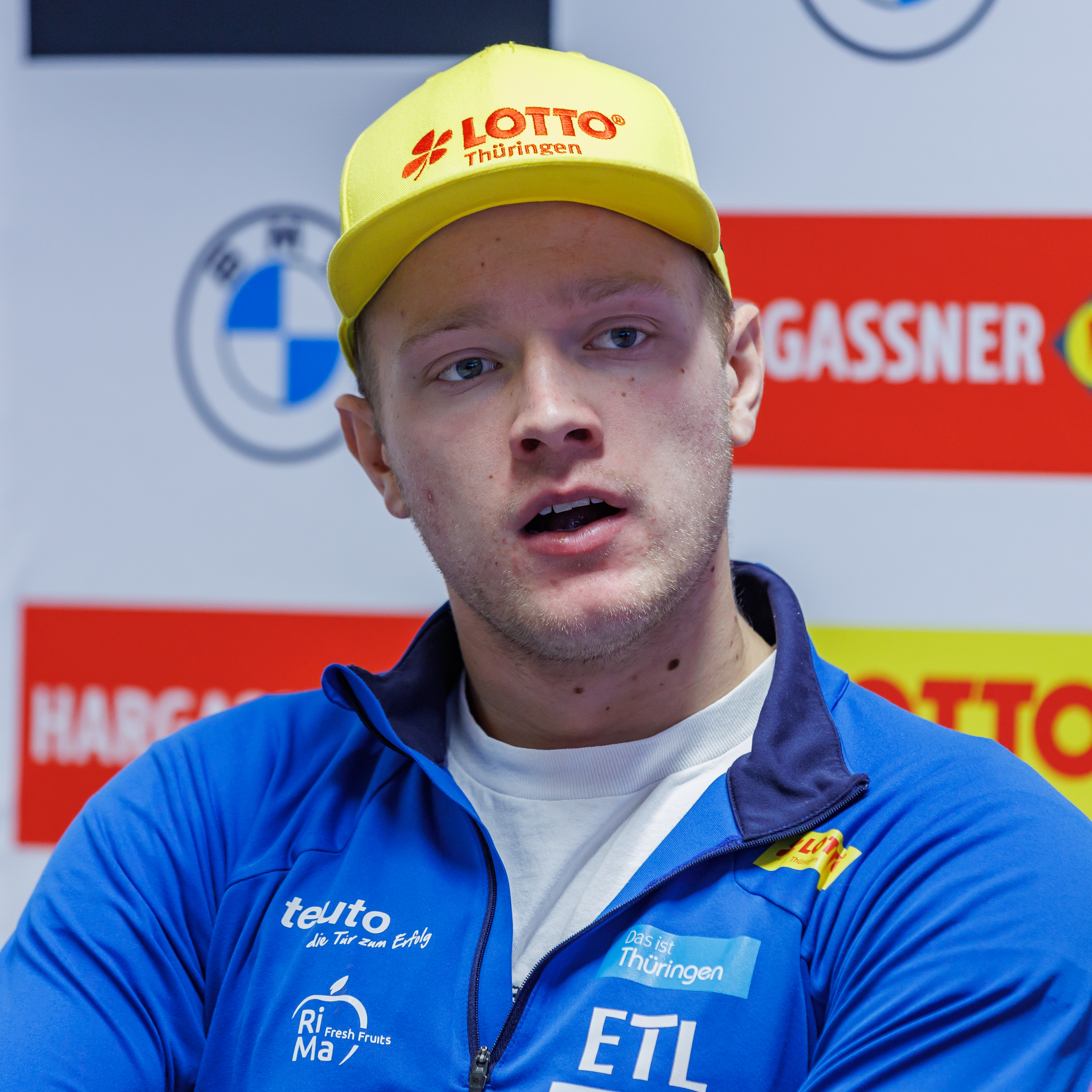
Langenhan
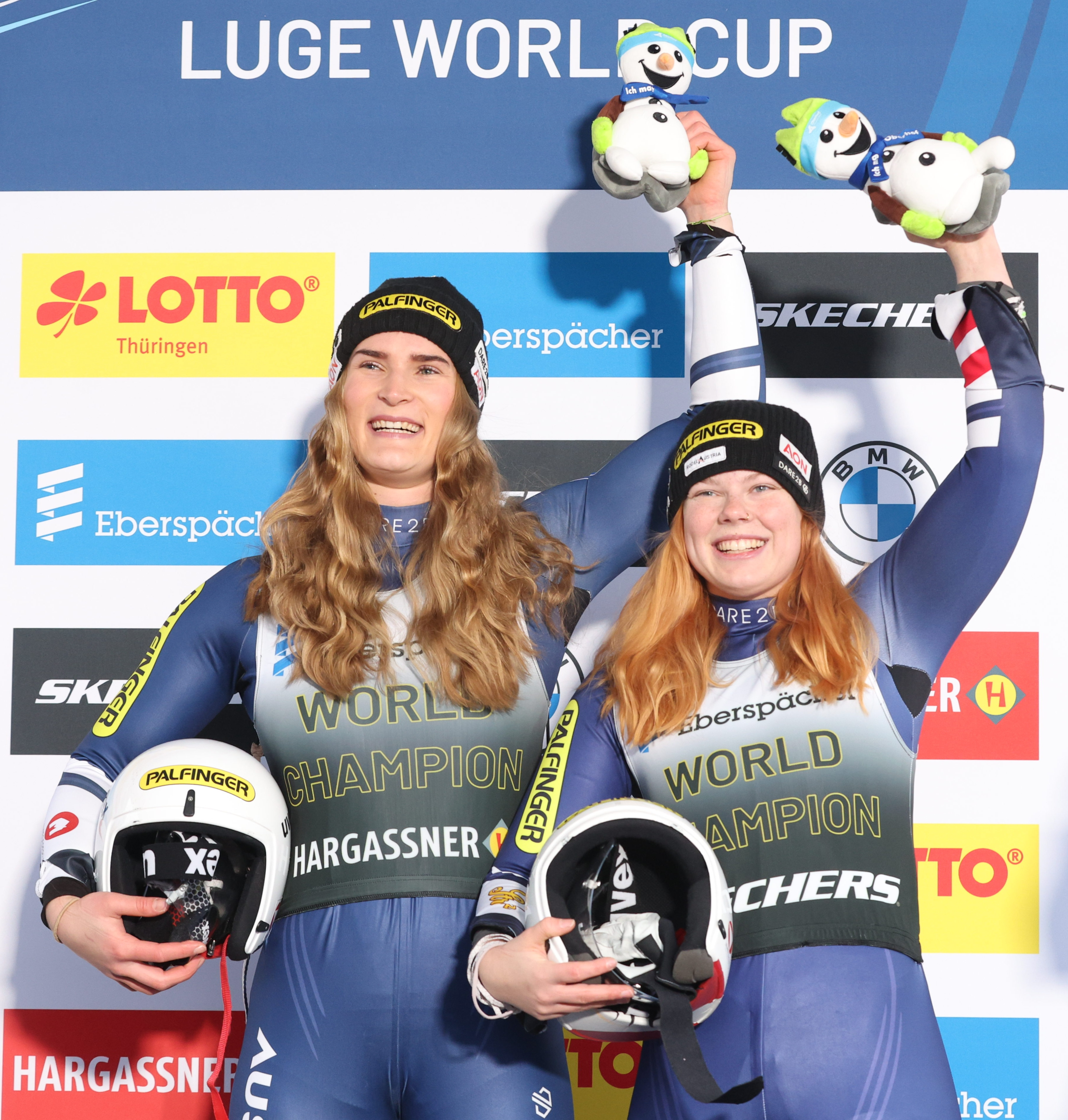
Egle/Kipp
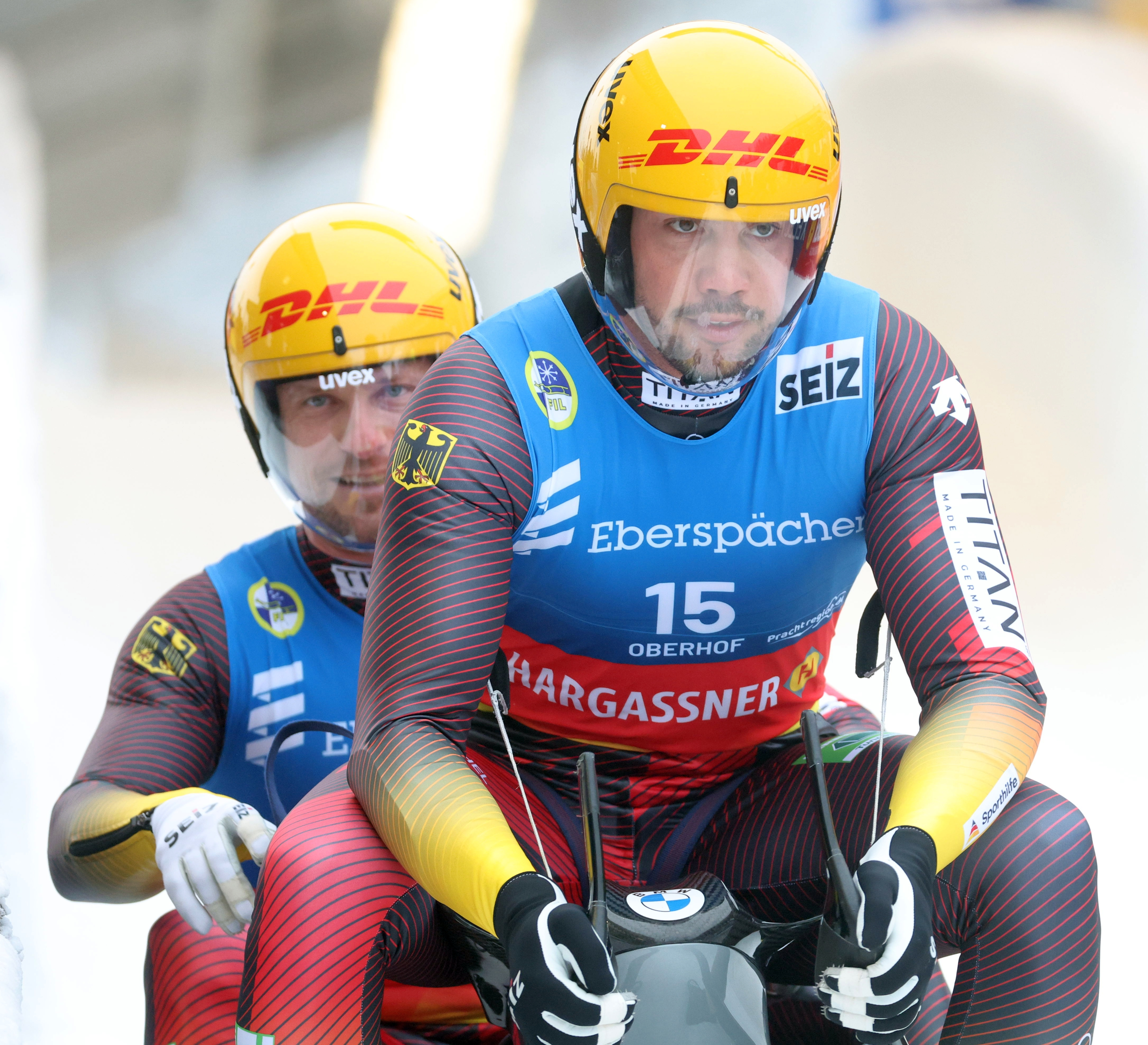
Wendl/Arlt
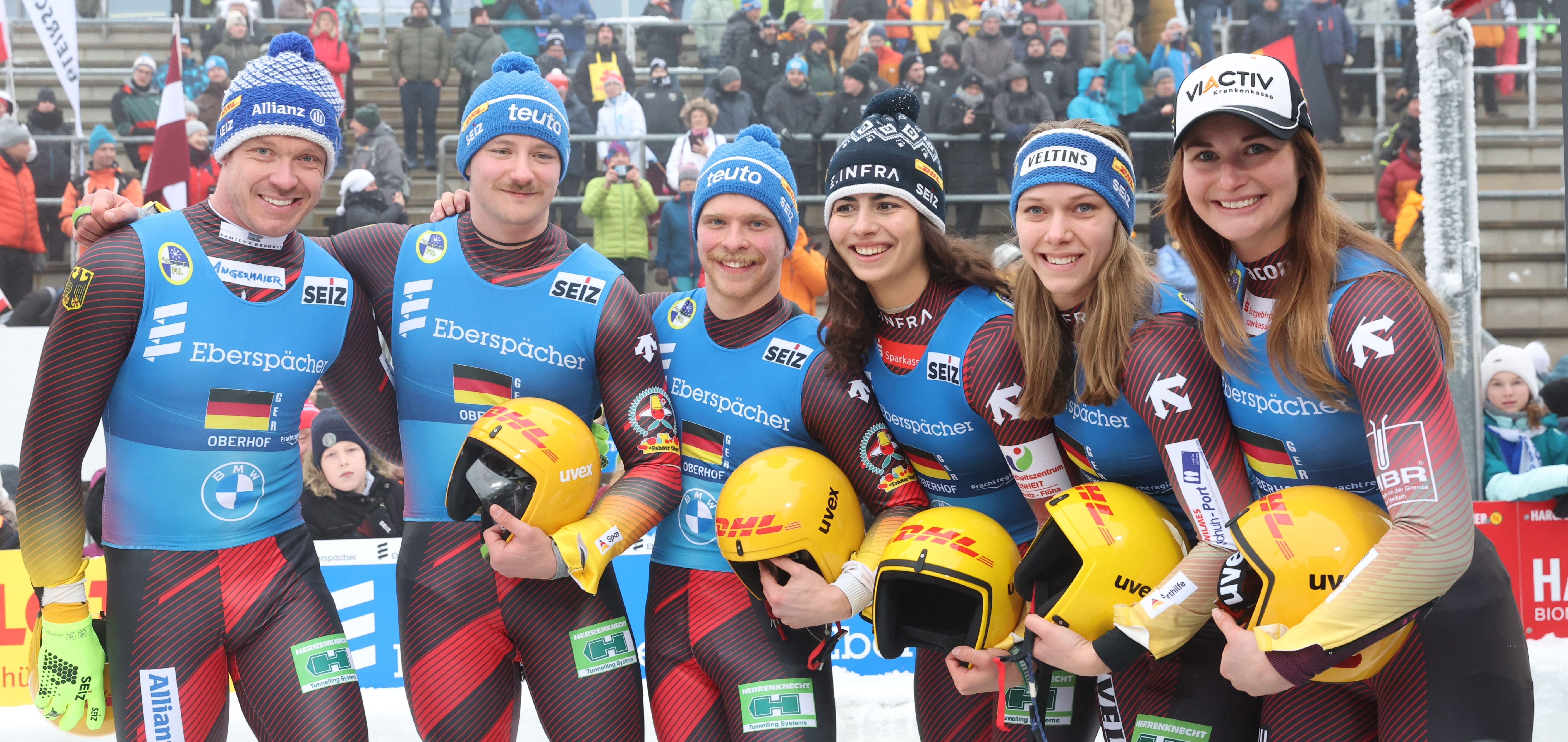
Teamstaffel Deutschland (Oberhof I)

## Terminkalender
Der vorläufige Weltcupkalender wurde von der Fédération Internationale de Luge am 23. September 2024 und damit erstmals mit einer großen Vorlaufzeit bekanntgegeben. Der Weltcupauftakt soll Anfang Dezember auf dem umgebauten Olympia-Eiskanal Innsbruck-Igls stattfinden. Vor der traditionellen Weihnachtspause des Weltcups sind mit den Stationen Park City und Lake Placid noch zwei Stationen in den Vereinigten Staaten vorgesehen. Für den Start in das olympische Jahr 2026 ist zunächst das lettische Sigulda vorgesehen, ehe der Abschluss der Olympiaqualifikation in Winterberg stattfinden soll. Rund einen Monat vor dem Saisonhöhepunkt, den Olympischen Winterspielen 2026 in deren Rahmen die Rodelwettbewerbe auf der Bahn von Cortina d’Ampezzo vorgesehen sind, werden die Nominierungen seitens der Nationalen Olympischen Komitees festgelegt. Vor Austragung der olympischen Rodelwettbewerbe sind dann noch zwei Weltcupstationen vorgesehen. Zunächst soll der Weltcup im thüringischen Oberhof gastieren. Eine Woche später ist der erste Weltcup auf der im Juli 2021 schwer beschädigten und umfangreich sanierten und teilweise neuerrichteten Kunsteisbahn am Königssee geplant. Erstmals seit der Saison 1983/84 und den Winterspielen von Sarajevo bilden die Olympischen Spiele nicht den Abschluss der Rodelsaison. Ende Februar 2026 soll der Rodel-Weltcup auf den Olympia Bob Run von St. Moritz–Celerina zurückkehren, der einzigen Natureisbahn im Kalender. Das Saisonfinale soll eine Woche später, mithin Anfang März, im sächsischen Altenberg ausgetragen werden.
Am 11. Juli 2025 gab der Bob- und Schlittenverband für Deutschland bekannt, dass die Kunsteisbahn am Königssee wegen Defekten an der Kältemittelfernleitung in der Saison 2025/26 nicht für die Austragung von Wettbewerben zur Verfügung stehen werde. Wenige Tage später gab die Fédération Internationale de Luge die Verlegung des für Königssee vorgesehenen Weltcups nach Oberhof bekannt, wobei die Weltcuprennen bereits am Freitag und Sonnabend ausgetragen werden sollen. Zudem kündigte der Verband die Austragung der Premiere der Mixed-Europaschaftswertung für Oberhof an.
Insgesamt sind neun Weltcupwochenenden auf acht Bahnen in fünf Ländern geplant. Erstmals seit der Saison 2019/20 sollten alle Rennen auf unterschiedlichen Bahnen ausgetragen werden, nach der Absage des Weltcups am Königssee werden jedoch erneut zwei Rennen in Oberhof ausgetragen. Im Vergleich zur Vorsaison entfallen die Weltcupstationen in Lillehammer, Pyeongchang und Yanqing; auch auf der WM-Bahn von 2025 in Whistler ist kein Weltcup vorgesehen. Park City (zuletzt 2022), Lake Placid (zuletzt 2023) und St. Moritz–Celerina (zuletzt 2023) kehren in den Weltcupkalender zurück, die vorgesehene Rückkehr von Schönau am Königssee (zuletzt 2021) entfiel schlussendlich.

### Weltcup
| 6. bis 7. Dezember 2025                                                                               | Innsbruck-Igls                     |
| 12. bis 13. Dezember 2025                                                                             | Park City                          |
| 19. bis 20. Dezember 2025                                                                             | Lake Placid                        |
| 3. bis 4. Januar 2026                                                                                 | Sigulda                            |
| 10. bis 11. Januar 2026                                                                               | Winterberg                         |
| 17. bis 18. Januar 2026 zugleich EM 2026 in allen olympischen Disziplinen                             | Oberhof I                          |
| 23. bis 24. Januar 2026 zugleich EM 2026 in den Mixed-Wertungen ursprünglich: 24. bis 25. Januar 2026 | Oberhof II ursprünglich: Königssee |
| 7. bis 12. Februar 2025: Olympische Winterspiele 2026 in Cortina d’Ampezzo                            |                                    |
| 28. Februar bis 1. März 2026                                                                          | St. Moritz–Celerina                |
| 7. bis 8. März 2026                                                                                   | Altenberg                          |

### Nationencup
Der Nationencup dient zur Qualifikation der schwächeren, nicht gesetzten Athleten und Athletinnen für die Weltcup-Rennen. Auch Starter und Starterinnen, die sich nicht für das eigentliche Weltcup-Rennen qualifizieren erhalten aufgrund ihrer Platzierungen im Nationencup Weltcup-Punkte. Zudem gibt es eine eigene Wertung des Nationencups mit demselben Punktesystem wie im Weltcup. Neben den Startern und Starterinnen, die sich für den Weltcup qualifizieren können, sind üblicherweise auch zusätzliche Fahrer und Fahrerinnen erlaubt, die ohne Qualifikationschance für den Weltcup antreten.
| Datum                                         | Ort                                |
| --------------------------------------------- | ---------------------------------- |
| 5. Dezember 2025                              | Innsbruck-Igls                     |
| 11. Dezember 2025                             | Park City                          |
| 18. Dezember 2025                             | Lake Placid                        |
| 2. Januar 2026                                | Sigulda                            |
| 9. Januar 2026                                | Winterberg                         |
| 16. Januar 2026                               | Oberhof I                          |
| 22. Januar 2026 ursprünglich: 23. Januar 2026 | Oberhof II ursprünglich: Königssee |
| 28. Februar 2026                              | St. Moritz–Celerina                |
| 6. März 2026                                  | Altenberg                          |